# Nannochorista holostigma
Nannochorista holostigma är en näbbsländeart som beskrevs av Tillyard 1917. Nannochorista holostigma ingår i släktet Nannochorista och familjen Nannochoristidae. Inga underarter finns listade i Catalogue of Life.